# 원내총무
원내총무(院內總務, whip)는 정당에서 입법부 내에서의 당내 규율을 확보하는 역할의 직책이다. 이는 당원인 의원들이 개인의 소신이나 그들 스스로의 후원자 등을 위해 투표하는 것이 아니라, 당의 강령이나 당론에 의거하여 투표하도록 하는 것이다. 영미권에서 원내총무를 뜻하는 단어 "whip"은 사냥의 몰이꾼을 뜻하는 "whipper-in"에서 유래하였다.
대한민국의 정당 정치에서는 의회 내 의원들의 대표인 원내대표가 비슷한 역할을 맡고 있으며, 2000년대 이전에는 원내대표의 직책을 원내총무라고 지칭하였다.
영국의 원내총무는 보수당(원내총무). 자유민주당(원내총무), 노동당(원내총무) 등이 있다.